# 伍翔
伍翔（Cynthia Wu，1962年10月22日—），艺名翔翔，电影演员、制片人、音乐家、IT专家。

## 簡歷
伍翔出生于中国广州市，因父母喜好古典音乐，从小就让她学习小提琴。伍翔拥有十几年的音乐演出经验，这对她后来在演艺界发展奠定了良好的基础。她曾参与了大陆、香港和美国的十几部影视制作或演出。
翔翔1972年出演第一部电影，该部作品的导演是中国第一代著名的电影演员和导演陶金先生。1979年，她考入了香港RTV现亚视第五期艺员训练班。其后到美国深造，1986年在美国加州大学洛杉矶分校获得了建筑设计与电脑软件工程双学士学位,同时进修小提琴演奏本科，后攻读国际贸易工商管理硕士。
毕业后，她把学到的知识应用到影视和IT业上，翔翔制作的影视作品遍布全球，投资并制作的影片有：纪录片《圣象》、纪录片《女人王国》、电影《牵牛花》、 电影《无人喝彩》。参加演出的影片有：电影《幸运组合》、电视连续剧《澳门风云》又名《赌王风云》、电视剧《思杨律师事务所》、电影《这辈子不欠你》 、电视单元剧《伊甸园》、电影《有料到》又名《兜笃将军》、电影《欢乐的儿童》。曾参与的项目有：1995年美国洛杉机《春节联欢会》、她创办的派格国际广告公司曾承办1995年圣丹斯国际电影节、承办1995年北京世界妇女电影周、制作了几百集电视综合节目《环球影视》、《开心娱乐城》及广告制作等项目。她在美国主办了1994年《杨丽萍舞蹈晚会》－洛杉矶之夜。。除此之外还参与MTV制作、主持了1985年《中国音乐舞蹈之夜》- 美国洛杉矶晚会1985年，《中国音乐舞蹈之夜》。
在音乐方面曾是广州青年交响乐团小提琴首席及独奏演员，并曾在美国托伦斯市交响乐团担任第一小提琴手。高科技方面她曾经营高科技进出口贸易、电脑软件编程及网络建设。
她曾荣获多项个人奖项及荣誉：1982年获美国主办的“亚洲青年艺术比赛”油画一等奖及素描三等奖。1998年获洛杉矶政府最高行政官授予文化与科技贡献奖。电影《无人喝彩》。：1993年上海影评人“十佳影片”永乐杯奖。1993年第一届上海国际电影节参展片。1994年入围鹿特丹电影节参展片。1994年第二届北京大学生电影节女配角奖。1994年获14届金鸡奖最佳男配角。1994年获17届百花奖最佳女配角奖。电影《牵牛花》 ：1995年第二届上海国际电影节参展片。1996年戛纳电影节参展片。2006年47届塞萨洛尼基（希腊）国际电影节参展片。纪录片《女人王国》为加拿大多伦多国际纪录片电影节参展片。。2001年获洛杉矶政府最高行政官授予文化与科技贡献奖。
她参加的协会有：国际纪录片协会会员、美国音乐教育家协会会员。